# Maksymilian Guldenstern
Maksymilian Guldenstern herbu własnego (zm. w 1678 roku) – kasztelan elbląski w latach 1667–1678.
Jako senator wziął udział w sejmie elekcyjnym w 1669 roku. Był elektorem Michała Korybuta Wiśniowieckiego z województwa malborskiego w 1669 roku.